# James F. Epes
James Fletcher Epes, född 23 maj 1842 i Nottoway County i Virginia, död 24 augusti 1910 i Nottoway County i Virginia, var en amerikansk demokratisk politiker. Han var ledamot av USA:s representanthus 1891–1895. Han var kusin till Sidney Parham Epes.
Epes studerade vid University of Virginia, deltog i amerikanska inbördeskriget i sydstatsarmén, studerade därefter juridik vid Washington College och var verksam som advokat och jordbrukare i Nottoway County. År 1891 efterträdde han John Mercer Langston som kongressledamot och efterträddes 1895 av William Robertson McKenney.
Epes avled 1910 och gravsattes på Lakeview Cemetery i Blackstone i Virginia.